# West Brook Ecological Reserve
Die West Brook Ecological Reserve ist ein Naturschutzgebiet auf der zur kanadischen Provinz Neufundland und Labrador gehörenden Insel Neufundland. Es wurde 1990 als provisorisches Reservat eingerichtet. 1993 erhielt das Schutzgebiet seinen heutigen Status.

## Lage
Das 10,7 km² große Schutzgebiet befindet sich 14 km südwestlich von Springdale im zentralen Nordwesten von Neufundland. Es ist in zwei Teile gegliedert, 8,3 km² und 2,4 km² groß, die einen knappen Kilometer voneinander entfernt sind. Das Schutzgebiet befindet sich in einer Hügellandschaft am Oberlauf des West Brook.

## Flora
Die West Brook Ecological Reserve schützt einen Baumbestand der in Neufundland seltenen Amerikanischen Rot-Kiefer. Der Bestand ist rückläufig und überaltert. Die Bäume im Schutzgebiet sind meistens zwischen 75 und 95 Jahre alt. Weitere Baumarten im Schutzgebiet sind: Schwarz-Fichte, Weymouth-Kiefer, Balsam-Tanne, Lärche, Papier-Birke und Amerikanische Zitterpappel.